# Memorial Hubert Wagner 2006
Il Memorial Hubert Wagner 2006 si è svolto dal 28 giugno al 2 luglio 2006 a Olsztyn, Iława e Ostróda, in Polonia: al torneo hanno partecipato otto squadre nazionali e la vittoria finale è andata per la prima volta alla Polonia.

## Squadre partecipanti
| Squadra    | Qualificazione      | Ultima partecipazione       |
| ---------- | ------------------- | --------------------------- |
| Canada     | Wild card           | Esordio                     |
| Cuba       | Wild card           | Esordio                     |
| Egitto     | Wild card           | Esordio                     |
| Italia     | Wild card           | Esordio                     |
| Norvegia   | Wild card           | Memorial Hubert Wagner 2005 |
| Polonia    | Paese organizzatore | Memorial Hubert Wagner 2005 |
| Polonia B  | Paese organizzatore | Memorial Hubert Wagner 2005 |
| Portogallo | Wild card           | Esordio                     |

## Torneo

### Prima fase
| Girone A | Girone B   |
| -------- | ---------- |
| Egitto   | Canada     |
| Italia   | Cuba       |
| Norvegia | Polonia B  |
| Polonia  | Portogallo |

#### Girone A

##### Risultati
| 28 giugno 2006 ?, Ostróda Durata: ? - Spettatori: ? | Polonia | 3 - 1 | Norvegia | 25-18, 25-17, 19-25, 25-19        |
| 28 giugno 2006 ?, Ostróda Durata: ? - Spettatori: ? | Italia  | 3 - 2 | Egitto   | 25-22, 23-25, 21-25, 25-21, 15-11 |
| 29 giugno 2006 ?, Ostróda Durata: ? - Spettatori: ? | Polonia | 3 - 0 | Egitto   | 25-15, 25-23, 25-18               |
| 29 giugno 2006 ?, Ostróda Durata: ? - Spettatori: ? | Italia  | 3 - 1 | Norvegia | 27-25, 25-12, 18-25, 25-19        |
| 30 giugno 2006 ?, Ostróda Durata: ? - Spettatori: ? | Egitto  | 3 - 0 | Norvegia | 25-19, 25-19, 25-18               |
| 30 giugno 2006 ?, Ostróda Durata: ? - Spettatori: ? | Polonia | 3 - 1 | Italia   | 25-20, 25-21, 21-25, 25-16        |

##### Classifica
| Pos | Squadra  | Pt | G | V | P | SV | SP | Ratio | PF  | PS  | Ratio |
| --- | -------- | -- | - | - | - | -- | -- | ----- | --- | --- | ----- |
| 1   | Polonia  | 6  | 3 | 3 | 0 | 9  | 2  | 4.500 | 265 | 217 | 1.221 |
| 2   | Italia   | 5  | 3 | 2 | 1 | 7  | 6  | 1.167 | 286 | 281 | 1.018 |
| 3   | Egitto   | 4  | 3 | 1 | 2 | 5  | 6  | 0.833 | 235 | 240 | 0.979 |
| 4   | Norvegia | 3  | 3 | 0 | 3 | 2  | 9  | 0.222 | 216 | 264 | 0.818 |

#### Girone B

##### Risultati
| 28 giugno 2006 ?, Iława Durata: ? - Spettatori: ? | Canada    | 3 - 2 | Portogallo | 25-23, 25-18, 16-25, 31-33, 15-12 |
| 28 giugno 2006 ?, Iława Durata: ? - Spettatori: ? | Polonia B | 3 - 1 | Cuba       | 20-25, 25-22, 25-21, 25-21        |
| 29 giugno 2006 ?, Iława Durata: ? - Spettatori: ? | Cuba      | 3 - 0 | Portogallo | 25-16, 25-21, 25-22               |
| 29 giugno 2006 ?, Iława Durata: ? - Spettatori: ? | Polonia B | 1 - 3 | Canada     | 14-25, 25-23, 21-25, 24-26        |
| 30 giugno 2006 ?, Iława Durata: ? - Spettatori: ? | Polonia B | 1 - 3 | Portogallo | 20-25, 20-25, 25-22, 18-25        |
| 30 giugno 2006 ?, Iława Durata: ? - Spettatori: ? | Cuba      | 3 - 0 | Canada     | 25-22, 25-18, 25-23               |

##### Classifica
| Pos | Squadra    | Pt | G | V | P | SV | SP | Ratio | PF  | PS  | Ratio |
| --- | ---------- | -- | - | - | - | -- | -- | ----- | --- | --- | ----- |
| 1   | Cuba       | 5  | 3 | 2 | 1 | 7  | 3  | 2.333 | 239 | 217 | 1.101 |
| 2   | Canada     | 5  | 3 | 2 | 1 | 6  | 6  | 1.000 | 274 | 270 | 1.015 |
| 3   | Portogallo | 4  | 3 | 1 | 2 | 5  | 7  | 0.714 | 267 | 270 | 0.989 |
| 4   | Polonia B  | 4  | 3 | 1 | 2 | 5  | 7  | 0.714 | 262 | 285 | 0.919 |

### Fase finale

#### Finali 1º e 3º posto
|  | Semifinali | Semifinali | Semifinali |      |         | 1º/2º posto | 1º/2º posto | 1º/2º posto |  |
|  |            |            |            |      |         |             |             |             |  |
|  | Cuba       | Cuba       | 3          |      |         |             |             |             |  |
|  | Cuba       | Cuba       | 3          |      |         |             |             |             |  |
|  | Italia     | Italia     | 0          |      |         |             |             |             |  |
|  | Italia     | Italia     | 0          |      | Polonia | Polonia     | 3           |             |  |
|  |            |            |            |      | Polonia | Polonia     | 3           |             |  |
|  |            |            | Cuba       | Cuba | 1       |             |             |             |  |
|  | Polonia    | Polonia    | Cuba       | Cuba | 1       | 3           |             |             |  |
|  | Polonia    | Polonia    |            |      |         | 3           |             |             |  |
|  | Canada     | Canada     | 2          |      |         | 3º/4º posto | 3º/4º posto | 3º/4º posto |  |
|  | Canada     | Canada     | 2          |      |         |             |             |             |  |
|  |            |            |            |      |         |             |             |             |  |
|  |            |            |            |      |         | Canada      | Canada      | 3           |  |
|  |            |            |            |      |         | Canada      | Canada      | 3           |  |
|  |            |            |            |      |         | Italia      | Italia      | 1           |  |

##### Semifinali
| 1º luglio 2006 ?, Olsztyn Durata: ? - Spettatori: ? | Cuba    | 3 - 0 | Italia | 25-18, 25-15, 25-?                |
| 1º luglio 2006 ?, Olsztyn Durata: ? - Spettatori: ? | Polonia | 3 - 2 | Canada | 19-25, 25-21, 22-25, 25-18, 15-11 |

##### Finale 3º posto
| 2 luglio 2006 ?, Olsztyn Durata: ? - Spettatori: ? | Canada | 3 - 1 | Italia | 25-18, 18-25, 27-25, 26-24 |

##### Finale
| 2 luglio 2006 ?, Olsztyn Durata: ? - Spettatori: ? | Polonia | 3 - 1 | Cuba | 25-23, 25-16, 15-25, 25-20 |

#### Finali 5º e 7º posto
|  | Semifinali 5º/8º | Semifinali 5º/8º | Semifinali 5º/8º |            |           | 5º/6º posto | 5º/6º posto | 5º/6º posto |  |
|  |                  |                  |                  |            |           |             |             |             |  |
|  | Polonia B        | Polonia B        | 3                |            |           |             |             |             |  |
|  | Polonia B        | Polonia B        | 3                |            |           |             |             |             |  |
|  | Egitto           | Egitto           | 0                |            |           |             |             |             |  |
|  | Egitto           | Egitto           | 0                |            | Polonia B | Polonia B   | 0           |             |  |
|  |                  |                  |                  |            | Polonia B | Polonia B   | 0           |             |  |
|  |                  |                  | Portogallo       | Portogallo | 3         |             |             |             |  |
|  | Portogallo       | Portogallo       | Portogallo       | Portogallo | 3         | 3           |             |             |  |
|  | Portogallo       | Portogallo       |                  |            |           | 3           |             |             |  |
|  | Norvegia         | Norvegia         | 0                |            |           | 7º/8º posto | 7º/8º posto | 7º/8º posto |  |
|  | Norvegia         | Norvegia         | 0                |            |           |             |             |             |  |
|  |                  |                  |                  |            |           |             |             |             |  |
|  |                  |                  |                  |            |           | Egitto      | Egitto      | 3           |  |
|  |                  |                  |                  |            |           | Egitto      | Egitto      | 3           |  |
|  |                  |                  |                  |            |           | Norvegia    | Norvegia    | 2           |  |

##### Semifinali
| 1º luglio 2006 ?, Olsztyn Durata: ? - Spettatori: ? | Polonia B  | 3 - 0 | Egitto   | 25-22, 25-20, 25-20 |
| 1º luglio 2006 ?, Olsztyn Durata: ? - Spettatori: ? | Portogallo | 3 - 0 | Norvegia | 25-17, 25-19, 25-23 |

##### Finale 7º posto
| 2 luglio 2006 ?, Olsztyn Durata: ? - Spettatori: ? | Egitto | 3 - 2 | Norvegia | 27-29, 20-25, 25-17, 25-22, 15-10 |

##### Finale 5º posto
| 2 luglio 2006 ?, Olsztyn Durata: ? - Spettatori: ? | Polonia B | 0 - 3 | Portogallo | 23-25, 19-25, 29-31 |

## Classifica finale
| Pos | Squadre    | Qualificazione |
| --- | ---------- | -------------- |
|     | Polonia    | -              |
|     | Cuba       | -              |
|     | Canada     | -              |
| 4   | Italia     | -              |
| 5   | Portogallo | -              |
| 6   | Polonia B  | -              |
| 7   | Egitto     | -              |
| 8   | Norvegia   | -              |

## Premi individuali
| Premio | Nome                | Squadra |
| ------ | ------------------- | ------- |
| MVP    | Sebastian Świderski | Polonia |